# 木藤玲子
木藤 玲子（きとう れいこ、1960年11月15日 - ）は、日本の声優、ラジオパーソナリティー。北海道札幌市出身。

## 略歴
小学校時代の頃、テレビで「マリリン・モンローの声優オーディション」を放送されており、見ていたという。その頃から、「私も声優になりたいな」と思っていたことから、「いつか、そういうオーディションを受けたいな」と思っていたという。
木藤は2人姉妹であり、姉がおり、2人で漫画を声に出して読みあいをすることが多かったという。中学校時代は漫画家になりたくなって、描くのも読むのも、少女物のラブロマンス一色の時代だったという。
高校時代は、演劇部に所属して、出演していた創作ミュージカルが、札幌地区で入賞したこともある。高校時代からは、「役者になりたい」と思い始めたという。
北海道札幌東商業高等学校卒業後、1980年に上京。東京アナウンス学院放送声優科に入学。卒業後俳優小劇場の研究生となり、舞台俳優として活動している中、『ヤットデタマン』で声優デビュー。その後『魔法のプリンセス ミンキーモモ』のモチャー役で初レギュラーを獲得。一時期、楡プロダクション、賢プロダクションに所属していたことがある。
テレビアニメの声優としては『ななこSOS』放映終了時の1983年頃まで活躍。その後体調を崩し一時引退。
一時引退以後は地元である北海道のローカル番組限定で活動する。現在はテレビやラジオなどのナレーションが主体である。
近年では札幌市にある札幌放送芸術専門学校 や株式会社キシプロ付属養成所・Kstudio の講師として活動している。

## 出演
太字はメインキャラクター。

### テレビアニメ
1981年
- 怪物くん
- ダッシュ勝平（みどり）
- ヤットデタマン（マリヤ）

1982年
- おちゃめ神物語コロコロポロン（プシケ、ティスペ）
- 手塚治虫のドン・ドラキュラ（生徒B、美女）
- ときめきトゥナイト（幼女）
- 魔法のプリンセス ミンキーモモ（1982年 - 1983年、モチャー）

1983年
- 伊賀野カバ丸（薬地丸）
- キャプテン翼（三杉淳）
- Dr.スランプ アラレちゃん（チビ、ショッパマン）
- ななこSOS（ななこ）
- 魔法の天使クリィミーマミ
- 未来警察ウラシマン（マーガレット）
- レディジョージィ（アーサー〈少年時代〉）

### ゲーム
- キャプテン翼 〜たたかえドリームチーム〜（2017年、三杉淳[11]）

### 吹き替え
- 愛のそよ風（ブリージー〈ケイ・レンツ〉）※フジテレビ版
- ガールズ（ベティ・ダーキエ〈イザベル・メジア〉）※テレビ東京版

### ラジオ
- 流星通信（FM北海道、谷崎尚之と共演）
- NHKFMシアター

「子供の時間」（1999年、ママ）
「タカラジマ」（1999年、ようこ）
「雪だるまの詩」（1999年、まゆみ）
「縄文の道」（2000年、看護婦）
- キョウ☆コレ（道内イベント紹介番組）（AIR-G'）（ - 2005年）
- 朝MORi（AIR-G'）（2018年）

### 舞台
谷崎尚之主宰『たんず劇場』
- 「サンタの用心棒」（2009年）
- 「オバケのクリスマス」（2010年）
- 「旅するサンタボーイ」（2011年）

### その他
- onちゃんミニアニメ（北海道テレビ放送キャラクター）
- ヘイ!ヘイ!シュルーム（テレビ北海道ローカルアニメ）※reiko名義で声の出演
- うさみみ玉手箱（2002年～2003年）※「サイエンスチャンネル」の映像作品。現在は公開終了。
- ぼくはまあべあ（CD付き絵本）「まあべあ音頭」（唄）